# Episodi di Rescue 8 (seconda stagione)
La seconda stagione della serie televisiva Rescue 8 è andata in onda negli Stati Uniti dal 23 settembre 1959 al 12 maggio 1960 in syndication.
| nº | Titolo originale        | Prima TV USA      |
| -- | ----------------------- | ----------------- |
| 1  | Suitcase Fireman        | 23 settembre 1959 |
| 2  | The Rock Prison         | 30 settembre 1959 |
| 3  | Fools Gold              | 7 ottobre 1959    |
| 4  | Paid in Full            | 14 ottobre 1959   |
| 5  | Dangerous Salvage       | 21 ottobre 1959   |
| 6  | 3 Mile Bomb             | 26 ottobre 1959   |
| 7  | Not for Glory           | 4 novembre 1959   |
| 8  | Forced Landing          | 11 novembre 1959  |
| 9  | Smashout                | 18 novembre 1959  |
| 10 | Runaway                 | 25 novembre 1959  |
| 11 | The Third Strike        | 2 dicembre 1959   |
| 12 | Pitfall                 | 9 dicembre 1959   |
| 13 | Heat Wave               | 16 dicembre 1959  |
| 14 | The Birdman             | 23 dicembre 1959  |
| 15 | The Collision           | 30 dicembre 1959  |
| 16 | Leap of Life            | 6 gennaio 1960    |
| 17 | The Squatters           | 13 gennaio 1960   |
| 18 | Backfire                | 20 gennaio 1960   |
| 19 | High Explosive          | 27 gennaio 1960   |
| 20 | Add a Pinch of Death    | 3 febbraio 1960   |
| 21 | Ten Minutes to Doomsday | 10 febbraio 1960  |
| 22 | Square Triangle         | 17 febbraio 1960  |
| 23 | Ti-Ling                 | 24 febbraio 1960  |
| 24 | Lifeline                | 3 marzo 1960      |
| 25 | High Lonely             | 10 marzo 1960     |
| 26 | Comeback                | 17 marzo 1960     |
| 27 | Quicksand               | 24 marzo 1960     |
| 28 | Breakdown               | 31 marzo 1960     |
| 29 | School for Violence     | 7 aprile 1960     |
| 30 | The Devil's Cavern      | 14 aprile 1960    |
| 31 | 13 Stories Up           | 21 aprile 1960    |
| 32 | Deep Danger             | 28 aprile 1960    |
| 33 | I Don't Remember        | 5 maggio 1960     |
| 34 | Second Team             | 12 maggio 1960    |

## Suitcase Fireman
- Prima televisiva: 23 settembre 1959

### Trama
- Guest star: Richard Benedict (Gander), Brett King (Jackson)

## The Rock Prison
- Prima televisiva: 30 settembre 1959

### Trama
- Guest star: Rory Mallinson (Ranger), Douglass Dumbrille (Tom Gordon), Lloyd Perrin (Newscaster), Margaret Brooks (Lola), Robert Crosson (Will Gordon), William Bakewell (Rusty), Patrick Waltz (Pete), Billy Curtis (volontario)

## Fools Gold
- Prima televisiva: 7 ottobre 1959

### Trama
- Guest star: Marvin Almeas (Eddie), Chuck Courtney (Maxie), Michael Harris (Interne), Tom McKee (Fire Chief Tucker), Marc Cavell (Freddy), Peter Brocco (Manuel), Frank Dana (Frank), David McMahon (Carstairs)

## Paid in Full
- Prima televisiva: 14 ottobre 1959

### Trama
- Guest star:

## Dangerous Salvage
- Prima televisiva: 21 ottobre 1959

### Trama
- Guest star: Nancy Evans (Martha), Clancy Cooper (Frank), Joe McGuinn (guardia), William Hughes, Rusty Lane (Jake Randall), Hugh Sanders (Harry Martin), Don Kelly (Sal Randall), Herman Hack (lavoratore)

## 3 Mile Bomb
- Prima televisiva: 26 ottobre 1959

### Trama
- Guest star: Joe Bryant (Billy), Walter Sande (Andrew), Tom McKee (Fire Chief Tucker), Marjorie Owens (Madge), Robert Whiting (Interne)

## Not for Glory
- Prima televisiva: 4 novembre 1959

### Trama
- Guest star:

## Forced Landing
- Prima televisiva: 11 novembre 1959

### Trama
- Guest star: Ralph Dumke (Jerry Daggett), Ralph Votrian (Steve Daggett), Bill Hale (meccanico)

## Smashout
- Prima televisiva: 18 novembre 1959

### Trama
- Guest star: Harry Dean Stanton (Landers)

## Runaway
- Prima televisiva: 25 novembre 1959

### Trama
- Guest star: Lee Aaker (Billy), Ralph Moody (nonno)

## The Third Strike
- Prima televisiva: 2 dicembre 1959

### Trama
- Guest star: John Beradino (Al)

## Pitfall
- Prima televisiva: 9 dicembre 1959

### Trama
- Guest star: Joel Crothers (Wayne), Linda Rand (Mary)

## Heat Wave
- Prima televisiva: 16 dicembre 1959

### Trama
- Guest star: Robin Lory (Ginny Stark), Sydney Smith (Frank Rawlins), Earl Hansen (Jackson), Anne Bellamy (Mrs. Shero), Robert Cornthwaite (Robert Stark), Barry Cahill (Hank Carbo), William Boyett (Mathews), Herman Hack (lavoratore)

## The Birdman
- Prima televisiva: 23 dicembre 1959

### Trama
- Guest star: Sheila Bromley (Irma), Ralph Reed (Dave), Jean Harvey (Mrs. Cummings, Tea Guest), Gordon Wynn (Ranger Jeff), Robert Cornthwaite (professore Oliver Lawrence), Robert Whiting (Interne)

## The Collision
- Prima televisiva: 30 dicembre 1959

### Trama
- Guest star: Jack Hilton (Ron), Nancy Marshall (Ann)

## Leap of Life
- Prima televisiva: 6 gennaio 1960

### Trama
- Guest star: Jay Silverheels (Charlie)

## The Squatters
- Prima televisiva: 13 gennaio 1960

### Trama
- Guest star:

## Backfire
- Prima televisiva: 20 gennaio 1960

### Trama
- Guest star: Roy Engel (Marty), Dan Tobin (Larry)

## High Explosive
- Prima televisiva: 27 gennaio 1960

### Trama
- Guest star: Ken Strange, John Hubbard (Randolph), Harriet E. MacGibbon, Richard Chamberlain, George Conrad, Neil Grant, Robert Williams

## Add a Pinch of Death
- Prima televisiva: 3 febbraio 1960

### Trama
- Guest star: Robert DeCost (colonnello Martin), Irma Hurley (Gerta Tannen), Tom McKee (Fire Chief Tucker), Owen Cunningham (dottor Stanton), Robert Boon (Max Tannen), Robert Whiting (Interne)

## Ten Minutes to Doomsday
- Prima televisiva: 10 febbraio 1960

### Trama
- Guest star:

## Square Triangle
- Prima televisiva: 17 febbraio 1960

### Trama
- Guest star: William Kendis (Vince), Les Tremayne (Newcomb), Marian Wright (Lucy)

## Ti-Ling
- Prima televisiva: 24 febbraio 1960

### Trama
- Guest star: Judy Dan (Kim), James Hong (Jimmy), Beal Wong (Ti-Ling)

## Lifeline
- Prima televisiva: 3 marzo 1960

### Trama
- Guest star: Charles Irwin (Cappy), Tom Middleton (Evan)

## High Lonely
- Prima televisiva: 10 marzo 1960

### Trama
- Guest star: Syd Saylor (Dan), Johnny Seven (Ernie)

## Comeback
- Prima televisiva: 17 marzo 1960

### Trama
- Guest star: Robert Warwick (Woodward)

## Quicksand
- Prima televisiva: 24 marzo 1960

### Trama
- Guest star: Lea Frencesca, Dabbs Greer (Harvey), Adrienne Marden (Harriet)

## Breakdown
- Prima televisiva: 31 marzo 1960

### Trama
- Guest star: Robert Redford (Danny Tilford), Sarah Selby (Mrs. Tilford)

## School for Violence
- Prima televisiva: 7 aprile 1960

### Trama
- Guest star: George Brenlin (Jess), Bill Erwin (Justin), Steve Pendleton

## The Devil's Cavern
- Prima televisiva: 14 aprile 1960

### Trama
- Guest star:

## 13 Stories Up
- Prima televisiva: 21 aprile 1960

### Trama
- Guest star: Walter Coy (Norris), Douglas Dick

## Deep Danger
- Prima televisiva: 28 aprile 1960

### Trama
- Guest star: Constance Dane (Helen), Leo Needham (Reed), William Phipps (Mike)

## I Don't Remember
- Prima televisiva: 5 maggio 1960

### Trama
- Guest star:

## Second Team
- Prima televisiva: 12 maggio 1960

### Trama
- Guest star: Len Hendry (Foreman), Robert Karnes (Leeds)